# 연경궁 숙비
강혜숙비 보르지기트씨 바트마조(몽골어: ᠪᠠᠳᠮᠠᠵᠤᠤ, 키릴문자 : Бадамзуу, 만주어: ᠪᠠᡨᠮᠠᡯᠣᡠ,발음:Batmadzoo, 1606년 ~ 1667년)는 링단 칸의 미망인이자, 후에 청 태종 홍타이지의 비이다. 아바가이부 타부낭보이사이추후르의 딸이다.

## 생애
그녀는 막남 몽골 차하르부 링단 칸의 복진으로, 귀를 통괄하였기 때문에 두토문 복진 (竇土门福金/豆土门福金)이라 하였다. 천총 8년 (1634년), 링단 칸은 병사하였다. 그 해 윤8월 28일, 두토문 복진은 부하의 호송을 받아 후금으로 귀순하였다. 《청초내국사원만문서번역》에는 차하르 칸의 두토문 복진과 차하르 칸의 고모가 홍타이지에게 인도되어 만나러 왔을 때 "안견례"를 했다고 기록되어 있다. 예가 끝나자, 두토문 복진은 좌측에 앉아 소를 잡고 양을 잡아 큰 잔치를 베풀어 두토문 복진과 여러 신하들을 대접하였다.
숭덕 원년 (1636년) 4월, 홍타이지가 성경 황궁 숭정전에서 황제 등극 의식을 거행하고, 국호를 청으로 고쳤으며, 7월 10일, 5인의 복진 책봉대전을 열어 동연경궁 복진(dergi urgun i booi fujin) 바트마조가 동측복진(dergi ashan i fujin)으로 책봉되었다.
숭덕 원년 8월 19일, 동대복진신비와 동측복진숙비는 불편하여, 안산으로 가서 탕욕을 하였다. 홍타이지는 몸소 그들을 궁궐 밖 덕성문까지 배웅해주었다. 혼하안(渾河岸)에서 그녀들이 배를 타고 강을 건너는 것을 본 후, 부근문(撫近門)으로 환궁하지 않고, 10월 초이틀에 동대복진(東大福晋)과 동측복진숙비(福晉淑妃)가 환궁하자, 신각에 홍타이지가 성경성(盛京城) 덕성문(德盛門)으로 가서 그들을 맞이하였고, 그해 11월 초3일 청녕궁 국군복진과 인지궁 귀비와 영복궁 장비는 여러 왕들과 패륵의 복진, 그리고 여러 대신들의 처를 거느리고 10리 밖에서 큰 잔치를 열어 차하르 공주 등을 맞이했다. 신비와 숙비는 영문을 알 수 없는 이유로 나타나지 않았다. 숭덕 4년 (1604년), 홍타이지는 동생 도르곤에게 숙비가 키운 몽골 여자 슈차이를 아내로 맞이하라고 명했다. 두 사람은 이듬해 정식으로 결혼했다. 그 뒤의 슈차이에 대한 기록이 없는데, 《옥첩》에 기록된 것인지, 도르곤 측복진, 얀부투타이지의 딸 차하르 공치트씨인지는 알 수 없다.
순치 9년 (1652년) 10월 정묘, 순치제는 대귀비와 숙비의 존호를 더하여 강혜숙비라 하였다. 명대 중후반부터 명말까지 자금성 외동로 인수전 구역에는 경복문과 경복궁이 존재했다. 청황실이 연경으로 정해지자, 홍타이지 미망인들이 들어갔다. 국군복진 철철, 강혜숙비, 봉호가 없는 복진 등이었다. 순치제는 친정 후 황태후의 자녕궁과 양비궁을 수리하라 명했다. 순치 10년 윤6월 12일, 황태후는 자녕궁으로 이주하였고, 두 비들이 거주할 궁을 정하였는데 양비궁(兩妃宮)이라 불렸다.
강희 2년 (1663년) 11월, 12세의 화석유가공주가 정남왕 경중명의 증손자 삼등자작 경취충에게 시집갔다. 내무부 관리들은 공주 잔치에 태황태후와 인헌황태후 등이 사용할 물품을 작성해야한다. 동서2비 (의정대귀비, 강혜숙비), 둘째공주와 격격들, 건청궁의 복진과 황자들이 쓸 물품을 내무부에서 장만할 것인지 등을 요청했다. 강희 초년, 자녕궁의 대문태감은 숙비에게 구토가 심하여 병이 심하지 않으니, 태황태후가 다스려야 한다고 알렸으나, 당시 태황태후는 사원에 있어 그에게 주사를 놓을 수 없었기 때문에 태황태후 주변의 유력 부차와 태감이 처치하여 대부를 찾아가 숙비를 치료하였다. 강희 6년 5월에 사망하고 그해 8월에 봉안하였다.